# サーチ・フォー・ザ・ニュー・ランド
『サーチ・フォー・ザ・ニュー・ランド』（Search for the New Land）は、アメリカ合衆国のジャズ・トランペット奏者、リー・モーガンが1964年に録音・1966年に発表したスタジオ・アルバム。

## 解説
本作は1964年の時点でレコーディングされていたが、『ザ・サイドワインダー』（1963年録音・1964年発売）が大ヒットしたことから、同作に近い作風の『ザ・ランプローラー』（1965年4月録音）の発売が優先され、本作のリリースは後回しとなった。しかし、結果的には『ザ・ランプローラー』がBillboard 200入りを逃した一方、本作は1966年11月26日付のBillboard 200で143位を記録し、合計3週にわたりトップ200入りした。
スコット・ヤナウはオールミュージックにおいて満点の5点を付け「リー・モーガンの最高傑作の一つ」「ハード・バップの限界を押し広げた」と評している。

## 収録曲
全曲ともリー・モーガン作曲。
1. サーチ・フォー・ザ・ニュー・ランド - "Search for the New Land" - 15:51
2. ザ・ジョーカー - "The Joker" - 5:08
3. Mr.ケニヤッタ - "Mr. Kenyatta" - 8:49
4. メランコリー - "Melancholee" - 6:18
5. モーガン・ザ・パイレーツ - "Morgan the Pirate" - 6:28

## 参加ミュージシャン
- リー・モーガン - トランペット
- ウェイン・ショーター - テナー・サクソフォーン
- グラント・グリーン - ギター
- ハービー・ハンコック - ピアノ
- レジー・ワークマン - ベース
- ビリー・ヒギンス - ドラムス